# Marija Mesjtjerskaja

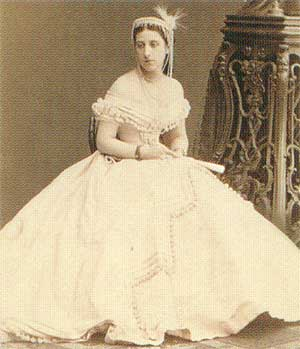
Marija Elimovna Mesjtjerskaja

Marija Elimovna Mesjtjerskaja, född 1844, död 1868, var en rysk hovdam. Hon är känd för sin kärleksrelation till den blivande tsar Alexander III av Ryssland under dennas tid som tronföljare. 
Mesjtjerskaja blev 1864 hovdam vid kejsarinnan Maria Alexandrovnas hov, där hon mötte Alexander. Alexander blev förälskad i henne och försökte avstå från sin plats som tronföljare för att kunna gifta sig med henne. Han fick dock inte tillstånd att göra det och tvingades gifta sig med en annan 1866. Själv gifte sig Mesjtjerskaja med politikern Pavel Demidov 1867. 